# Средња вас–Лошки Поток
Средња вас–Лошки Поток (словен. Srednja vas–Loški Potok) је насељено место у општини Лошки Поток, регија Југоисточна Словенија, Словенија.

## Историја
До територијалне реорганизације у Словенији била је у саставу старе општине Рибница.

## Становништво
У попису становништва из 2011. године, Средња вас–Лошки Поток је имала 63 становника.
| Број становника према пописима | Број становника према пописима | Број становника према пописима |
| ------------------------------ | ------------------------------ | ------------------------------ |
| 1991                           | 2002                           | 2011                           |
| 82                             | 65                             | 63                             |

Напомена: До 1953. исказивано под називом Средња вас.